# Gran Torre Santiago
La Gran Torre Santiago est un gratte-ciel de bureaux de 300 mètres de hauteur construit en 2014 à Santiago au Chili par l’architecte argentin César Pelli. C'est le plus haut gratte-ciel d'Amérique du Sud, le deuxième d'Amérique latine après les Torres Obispado (es) au Mexique et le troisième de l'hémisphère sud après les tours Australia 108 et Q1 en Australie. Elle fait partie du Costanera Center.

## Sky Costanera
Le Sky Costanera est une attraction touristique offrant un point de vue à 360 degrés sur Santiago, depuis le sommet de la tour. Il a été ouvert le 11 août 2015. Il dispose d'une terrasse d'observation couverte au 61ème étage, et d'une autre ouverte sur le ciel au 62ème. C'est le plus haut point de vue d'Amérique latine.
L'entrée est payante. Elle se situe au sous-sol du centre commercial du Costanera Center, dans l'angle nord. Le billet donne accès aux deux étages d'observation des 61ème et 62ème étages. Il y a des jumelles près des fenêtres pour voir la ville plus en détail. Par temps clair, on peut voir facilement jusqu'à 50 kilomètres à la ronde, au delà des extrémités de la ville. On peut voir par exemple les avions au décollage de l'aéroport international Comodoro Arturo Merino Benitez; La chaîne côtière à l'ouest, et les Andes à l'est.